# Lista de grupos de ídolos da Coreia do Sul (década de 2000)
Esta é uma lista de grupos de ídolos sul-coreanos que estrearam na década de 2000. Somente os artigos que constam na Wikipédia.

## 2000 - 2001
- Jewelry
- KISS.

## 2002
- Isak N Jiyeon

## 2003
- Dynamic Duo
- TVXQ
- Epik High

## 2004
- TRAX

## 2005
- SS501
- Super Junior
- The Grace

## 2006
- BIGBANG
- Brown Eyed Girls
- Super Junior-K.R.Y.

## 2007
- 8Eight
- F.T. Island
- Girls' Generation
- KARA
- Sunny Hill
- Supernova
- Super Junior-T
- Wonder Girls

## 2008
- 2AM
- 2PM
- Davichi
- SHINee
- Super Junior-Happy
- Super Junior-M
- U-KISS

## 2009
- 2NE1
- 4minute
- After School
- BEAST
- f(x)
- MBLAQ
- Rainbow
- Secret
- T-ara